# Satoblephara owadai
Satoblephara owadai là một loài bướm đêm trong họ Geometridae.